# Liste der Kulturdenkmale in Uebigau (Großenhain)
In der Liste der Kulturdenkmale in Uebigau sind die Kulturdenkmale des Großenhainer Ortsteils Uebigau verzeichnet, die bis Dezember 2020 vom Landesamt für Denkmalpflege Sachsen erfasst wurden (ohne archäologische Kulturdenkmale). Die Anmerkungen sind zu beachten.
Diese Aufzählung ist eine Teilmenge der Liste der Kulturdenkmale in Großenhain.

## Uebigau
| Bild                                    | Bezeichnung                       | Lage                             | Datierung                 | Beschreibung | ID       |
| --------------------------------------- | --------------------------------- | -------------------------------- | ------------------------- | --- | -------- |
| Direkt Bild zu diesem Denkmal hochladen | Transformatorenhäuschen           | Dorfstraße 4 (gegenüber) (Karte) | 1. Hälfte 20. Jahrhundert | Zeugnis für die Elektrifizierung des Ortes, technikgeschichtlich von Bedeutung. Putzbau auf quadratischem Grundriss mit Krüppelwalmdach als Zwischendach, darauf turmartiger Aufbau mit Zeltdach. | 08958661 |
| Direkt Bild zu diesem Denkmal hochladen | Wohnstallhaus eines Dreiseithofes | Dorfstraße 10 (Karte)            | Um 1800                   | Obergeschoss Fachwerk, regionaltypische Holzbauweise, eines der wenigen erhaltenen Fachwerkhäuser im Ort, trotz veränderter Giebelseite baugeschichtlich relevant, bildet einen Dreiseithof mit Nummer 10a. Erdgeschoss massiv, zum Teil verändert, Langseiten Obergeschoss zumeist intaktes Fachwerk, steiles Satteldach, typische Fachwerk-Haus-Kubatur, Einbau großer liegender Fenster in beiden Geschossen der Giebelseite. | 08957743 |
| Direkt Bild zu diesem Denkmal hochladen | Wohnhaus eines Dreiseithofes      | Dorfstraße 12 (Karte)            | 19. Jahrhundert           | Fachwerk-Wohnhaus, Giebel verbrettert, Teil der alten Ortsstruktur, von Denkmalwert trotz der Veränderungen im Erdgeschoss, baugeschichtlich von Bedeutung. Erdgeschoss massiv, Fenster vergrößert, Hof- und Straßenseite Obergeschoss Fachwerk, Satteldach. | 08958662 |

## Tabellenlegende
- Bild: Bild des Kulturdenkmals, ggf. zusätzlich mit einem Link zu weiteren Fotos des Kulturdenkmals im Medienarchiv Wikimedia Commons. Wenn man auf das Kamerasymbol klickt, können Fotos zu Kulturdenkmalen aus dieser Liste hochgeladen werden:
- Bezeichnung: Denkmalgeschützte Objekte und ggf. Bauwerksname des Kulturdenkmals
- Lage: Straßenname und Hausnummer oder Flurstücknummer des Kulturdenkmals. Die Grundsortierung der Liste erfolgt nach dieser Adresse. Der Link (Karte) führt zu verschiedenen Kartendiensten mit der Position des Kulturdenkmals. Fehlt dieser Link, wurden die Koordinaten noch nicht eingetragen. Sind diese bekannt, können sie über ein Tool mit einer Kartenansicht einfach nachgetragen werden. In dieser Kartenansicht sind Kulturdenkmale ohne Koordinaten mit einem roten bzw. orangen Marker dargestellt und können durch Verschieben auf die richtige Position in der Karte mit Koordinaten versehen werden. Kulturdenkmale ohne Bild sind an einem blauen bzw. roten Marker erkennbar.
- Datierung: Baubeginn, Fertigstellung, Datum der Erstnennung oder grobe zeitliche Einordnung entsprechend des Eintrags in der sächsischen Denkmaldatenbank
- Beschreibung: Kurzcharakteristik des Kulturdenkmals entsprechend des Eintrags in der sächsischen Denkmaldatenbank, ggf. ergänzt durch die dort nur selten veröffentlichten Erfassungstexte oder zusätzliche Informationen
- ID: Vom Landesamt für Denkmalpflege Sachsen vergebene, das Kulturdenkmal eindeutig identifizierende Objekt-Nummer. Der Link führt zum PDF-Denkmaldokument des Landesamtes für Denkmalpflege Sachsen. Bei ehemaligen Kulturdenkmalen können die Objektnummern unbekannt sein und deshalb fehlen bzw. die Links von aus der Datenbank entfernten Objektnummern ins Leere führen. Ein ggf. vorhandenes Icon  führt zu den Angaben des Kulturdenkmals bei Wikidata.